# Leila Toubel
Leila Toubel (árabe: ليلى طوبال, Leila Toubel.oggⓘ), nacida en Hammam Lif, es una activista tunecina, escritora, actriz y dramaturga, además de ser una destacada mujer de teatro.
Se la considera una de las figuras más destacadas del teatro tunecino..

## Obra

#### Texto
- 1998-1999: Je laisse une trace
- 2006-2007: Otages (رهائن), dirigida por Ezzedine Gannoun
- 2009-2010: The End (آخر ساعة), dirigida por Ezzedine Gannoun
- 2012-2014: Monstranum's (غيلان), dirigida por Ezzedine Gannoun

- 2015-2016: Solwen (سُلْوَانْ)

- 2016-2017: Hourya (حورية)
- 2021: Yakouta (ياقوتة)
- 2023: Le Serment des Chemins (وعد الثنايا)
- 2025: Ad Vitam (كيما اليوم)

#### Dirección
- 1994: Histoires de femmes
- 1999: Je laisse une trace
- 2015-2016: Solwen (سُلْوَانْ)
- 2016-2017: Hourya (حورية)
- 2021: Yakouta (ياقوتة)
- 2025: Ad Vitam (كيما اليوم)

#### Interpretación
- 1991-1992: Gamra Tah, dirigida por Ezzedine Gannoun
- 1993-1994: L'Ascenseur, dirigida por Ezzedine Gannoun
- 1996-1997: Tyour Ellil (طيور اللّيل), dirigida por Ezzedine Gannoun
- 1998-1999: Les Feuilles mortes, dirigida por Ezzedine Gannoun
- 2000: Khmissa
- 2000: Nwassi (نواصي), dirigida por Ezzedine Gannoun
- 2009: The End (آخر ساعة), dirigida por Ezzedine Gannoun
- 2015-2016: Solwen (سُلْوَانْ)
- 2016-2017: Hourya (حورية)
- 2021: Yakouta (ياقوتة)

## Compromiso asociativo
Miembro del comité y madrina de la asociación Nourane para la lucha contra las enfermedades.